# South Loop
South Loop est un quartier de la ville de Chicago situé dans le secteur communautaire du Loop, le quartier des affaires de la ville. Il jouxte les quartiers de Printer's Row au nord-ouest et Chinatown à l'ouest.

## Présentation
La majeure partie de la zone située au sud de Congress Parkway entre le lac Michigan et la rivière Chicago (hormis le quartier de Chinatown), est considérée comme étant South Loop. Ce quartier est animé et comprend des bars, des restaurants et des commerces.
À l'origine, il s'agissait principalement d'un quartier à caractère industriel. Cependant, depuis quelques années, la ville de Chicago a lancé un programme de rénovation urbaine afin de donner un second souffle au quartier. D'anciennes usines et entrepôts ont été reconvertis en immeubles d'habitation, tandis que de nouvelles maisons de ville et de grands immeubles résidentiels ont été développés sur les terrains laissés à l'abandon et les anciennes friches ferroviaires et industrielles. Le quartier voisin de Printer's Row connaît également un phénomène de gentrification depuis quelques années.
Le Columbia College, une école privée, possède 17 bâtiments dans le quartier.